# 黃鰭新熱䲁
黃鰭新熱䲁（學名：Neoclinus stephensae），為條鰭魚綱䲁形目煙管䲁科新熱䲁屬的一個種，種名是為了紀念該收藏者-英裔美國貝類學家凱特·斯蒂芬斯（Kate Stephens，約 1853-1954 年）而命名，她是聖地牙哥自然歷史博物館軟體動物和海洋無脊椎動物館長，分布於東太平洋美國加利福尼亞州蒙特瑞灣至墨西哥下加利福尼亞半島海域，深度3至27公尺，本魚身體細長，略微扁平，頭短鈍，體色猩紅色、橙色、棕色到橄欖色，腹部有藍色斑點，鰭上有條紋，眼睛上方有三對多分支的大觸鬚，嘴大，背鰭硬棘25-27枚、背鰭軟條34-38枚、臀鰭硬棘2枚、臀鰭軟條34-38枚，尾鰭方形，胸鰭有14至16條鰭條，大而呈扇形，身上覆蓋著微小的鱗片，體長可達10公分，棲息在岩礁或海灣突堤，通常躲在空貝殼或岩縫中，以小型無脊椎動物或浮游動物為食，雌魚產附著性卵，雄魚會守護卵，生活習性不明。